# 奥地利公国
奥地利公国（德語：Herzogtum Österreich）是中世纪时期神圣罗马帝国内的一个诸侯国。1156年的帝国小特权，将奥地利藩侯国（意即东部边疆区）（德語：Ostarrîchi）从巴伐利亚公国的一个属国升格为一个独立的公国。1276年，巴本堡王朝的奥地利公爵绝嗣后，罗马人民的国王鲁道夫一世继承了奥地利公国，哈布斯堡王朝由此攫取了奥地利。在随后数百年，奥地利一直是哈布斯堡王朝领土的核心。1359年，奥地利公爵鲁道夫四世在伪造帝国大特权，僭称奥地利大公。1453年，奥地利大公爵腓特烈五世加冕为神圣罗马皇帝，奥地利公国始稱为奧地利大公國。

## 地理
最初，奥地利公国大致只包括现在的下奥地利的小部分领土。升为公国前，奥地利是一个边境马克，包括神圣罗马帝国东部外围，多瑙河的南北两岸，以及的恩斯河以东的地区。
公国北部疆域包括德罗森多夫、拉布斯、拉镇和其他沿塔亚河沿岸的防御工事一线，与历史悠久的瓦尔德威尔特尔和韦因威尔特尔地区接壤，并以曼哈茨山脉与波希米亚公国（在1198年升格为王国 ）和摩拉維亞侯國这两个由捷克普热米斯尔王朝统治的地区交界。在东部，帝国的边界逐渐向摩拉瓦河平原与维也纳盆地扩张，并与当时的匈牙利王国（现属斯洛伐克）接壤。多瑙河右岸的莱塔河最终成为神圣罗马帝国与匈牙利王国长达数世纪的边境线。公国南方接壤的施蒂里亚同样被升格为公国。施蒂利亚公国最终于1192被奥地利公国兼并。

## 历史
奥地利公国的疆域最初由凯尔特人占据。这里一直是诸多日耳曼部族领地的交界处。从6世纪起，阿瓦尔人与斯拉夫部落开始在此地定居。斯拉夫人在公元600年前后建立了卡兰塔尼亚亲王国。此外，公元567年建立的阿瓦尔汗国也包括了现今大部分的奥地利，并以恩斯河与德意志的巴伐利亚部落公国相接壤。公元631年至658年期间，萨莫帝国曾短暂占领过此地。公元791年起，查理曼的卡洛林军队开始对阿瓦尔汗国发动攻击。
公元800前后，查理曼赢得了数场决定性的战役。查理曼在恩斯河和拉布河之间的区域建立起一个边境马克，称阿瓦尔马克，是为东部马克的一部分。公元907年，这个属东法兰克王国的边疆区在与马扎尔人的普雷斯堡之战后丢失。公元955年，东法兰克国王奥托一世在第二次莱希菲尔德之战中击败马扎尔人，重夺该地，并建立巴伐利亚属的奥地利边疆马克。公元976年，神圣罗马皇帝奥托二世将奥地利边疆区封予巴本堡王朝的利奥波德一世。一大批德意志移民（向东移民），沿多瑙河一路定居，直到与匈牙利接壤的边界。这几乎完全割裂西斯拉夫民族（斯洛伐克）和 南斯拉夫民族（斯洛文尼亚）的土地。

### 巴本堡王朝
尽管今日的奥地利与哈布斯堡王朝几乎划上等号，在1246以前，奥地利实际上还是巴本堡王朝的领地。奥地利藩侯利奥波德四世（1136-1141）是霍亨斯陶芬王朝忠诚的臣属，以对抗巴伐利亚 的韦尔夫王朝。1139年，罗马人民的国王康拉德三世废黜韦尔夫王朝的巴伐利亚公爵亨利十世，并将巴伐利亚公国转封给他的内弟，巴本堡的利奥波德。1141年，利奥波德的弟弟兼继承人亨利二世再次受封巴伐利亚。1156年，霍亨施陶芬王朝的皇帝腓特烈一世与韦尔夫王朝达成妥协。在雷根斯堡举行的帝国议会上， 亨利二世不得不将巴伐利亚公国交还给韦尔夫王朝的“狮子”亨利。作为补偿，在当年9月17日，巴本堡的边境马克通过小特权提升为与巴伐利亚同等级的公国，称奥地利公国。
新任奥地利公爵将他的居所定于维也纳，即后来的霍夫堡皇宫。他还创立了维也纳的苏格兰修道院作为巴本堡王朝的家族教堂，许多来自爱尔兰的僧侣定居于内。由于占据着多瑙河重要贸易路线（克雷姆斯和毛特恩—维也纳—匈牙利—拜占庭帝国）举足轻重的地理位置，奥地利逐步繁荣起来。在公爵利奥波德五世（1177-1194）和利奥波德六世（1194-1230）统治期间，巴本堡王朝的声望达到顶点。1186年签署的格奥尔根贝格条约规定奥地利在施蒂利亚的奥托卡四世死后继承施蒂利亚的土地。1192年，奥托卡尔四世逝世，奥地利与施蒂利亚形成共主邦联，持续到1918年。奥地利还将自己的领土扩张到恩斯河以西的古巴伐利亚领土，沿特劳恩河一直到上奥地利的首府林茨。 

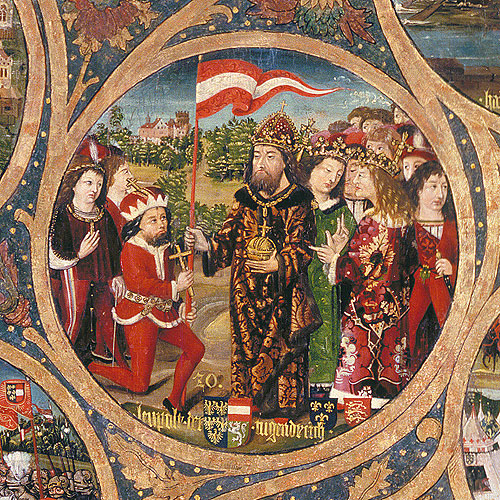
神圣罗马皇帝亨利六世将红-白-红旗帜授予利奥波德五世，收藏于于克洛斯特新堡修道院。

1191年，利奥波德五世加入了第三次十字军东征和阿卡圍城戰。十字军占领阿卡后，利奥波德五世与狮心王理查爆发了一场激烈的争吵。据称争吵的原因是利奥波德将巴本堡的旗帜升到了理查德的英格兰旗与腓力二世的法兰西旗旁边。随后，利奥波德在理查路过奥地利返回英格兰的路上将他绑架，并关押在杜伦斯坦城堡。理查随后被移交给皇帝亨利六世以换取了一大笔赎金。利奥波德五世利用这笔赎金建立了靠近匈牙利边境一侧维也纳新城的防御工事。根据传说，皇帝所赋予他使用红色-白色-红色的旗帜作为奥地利的旗帜。
1198年，利奥波德六世继承了奥地利与施蒂里亚，并迎娶了的拜占庭公主狄奥多拉·安吉丽娜，并在随后在1225年将他的女儿玛格丽特嫁给了腓特烈二世的儿子亨利七世。其时，许多著名的恋歌作者，如莱茵马尔·冯·哈格瑙和瓦尔特·冯·德·福格尔魏德，都是维也纳宫廷的座上宾，这也带动了奥地利中古高地德语诗的蓬勃发展。传闻著名的《尼伯龍根之歌》可能就诞生在奥地利。
1230年，利奥波德六世的的儿子，“好战的”腓特烈二世继位后不久，奥地利便陷入了动荡。腓特烈二世不仅与奥地利贵族，还与波希米亚国王瓦茨拉夫一世与匈牙利国王安德烈二世爆发了激烈的冲突。他甚至还支持了妹夫亨利七世的叛乱，与皇帝腓特烈二世形成了尖锐的对立。这最终导致了1236年的一纸帝国禁令，迫使公爵逃离维也纳。1242年后，尽管公爵与皇帝达成了妥协，但匈牙利国王贝拉四世趁机攻进奥地利，并夺回原被占领的土地。1246年，奥地利和施蒂利亚公爵腓特烈二世于莱塔河之战中战死，巴本堡王朝从而绝嗣而终。

### 奥托卡二世的盛与衰
根据封建采邑制度，帝国直辖采邑在领主死亡后实际上会立即归还给宗主，即神圣罗马帝国皇帝手上。然而，神圣罗马皇帝腓特烈二世在其统治末期陷入了与教宗依諾增爵四世的斗争，并在意大利与教宗势力爆发了归尔甫派和吉伯林派之间的冲突。1250年，腓特烈二世逝世，他的独子康拉德四世继承了神圣罗马皇位，继续领导霍亨斯陶芬王朝与教宗势力的斗争。仅仅四年后，康拉德四世逝世，其继承人康拉丁被教宗势力彻底打败，并被处决。霍亨斯陶芬王朝的绝嗣导致神圣罗马帝国陷入了大空位期，在这一时期没有一位国王能得到普遍的认可，而公国们就此得以巩固他们的基础，甚至变为更加独立的统治者。

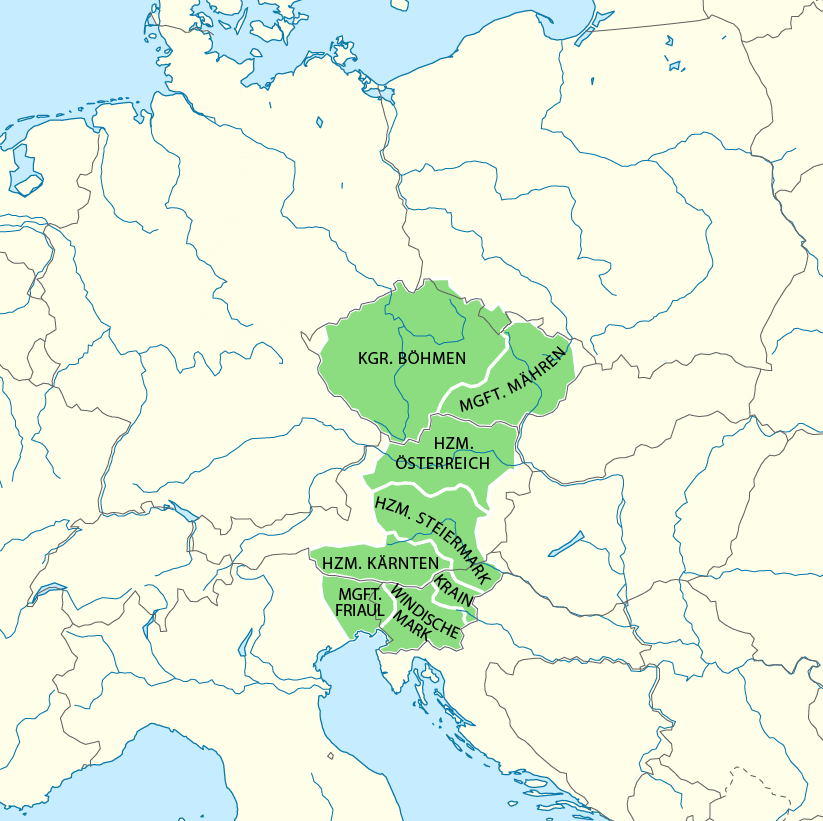
1276年，奥托卡二世的疆域。

雄心勃勃的普热米斯尔王朝领袖，波希米亚国王普热米斯尔·奥托卡二世抓住了这一良机，将奥地利与施蒂利亚的土地纳入自己的版图。1250年，奥托卡二世攻入奥地利，并获得了当地贵族的广泛支持。为了增强自己继承奥地利公国的合法性，奥托卡尔甚至在1252年迎娶了亨利七世的遗孀，奥地利公爵利奥波德六世的女儿玛格丽特。然而，匈牙利国王贝拉四世对此强烈反对，但奥托卡二世于克瑞斯伯隆战役打败了匈牙利军队。1253年，奥托卡二世继承了父亲瓦茨拉夫一世的波希米亚王位，由此成为了波希米亚、摩拉维亚，奥地利和施蒂里亚的统治者——这四个地区的重归统一要等到300年后的哈布斯堡王朝。
1269年，奥托卡二世还控制着克恩顿公国、卡尼奥拉马克和南方的温蒂茨马克。这使得他控制的疆域北至波兰与波希米亚边界的苏台德，南到亚得里亚海岸。1273年，他在罗马人的国王的选举中输给了来自士瓦本公国，哈布斯堡王朝的的鲁道夫一世。鲁道夫一世是大空位时期后第一位能确保自己统治的德意志王，并在随后以皇帝的名义对奥托卡二世发布了皇家禁令，率军攻入了奥地利。最终，奥托卡二世阵亡于1278年爆发的杜恩克鲁特战役，奥地利和施蒂利亚的土地也被哈布斯堡王朝据为己有。

### 哈布斯堡王朝

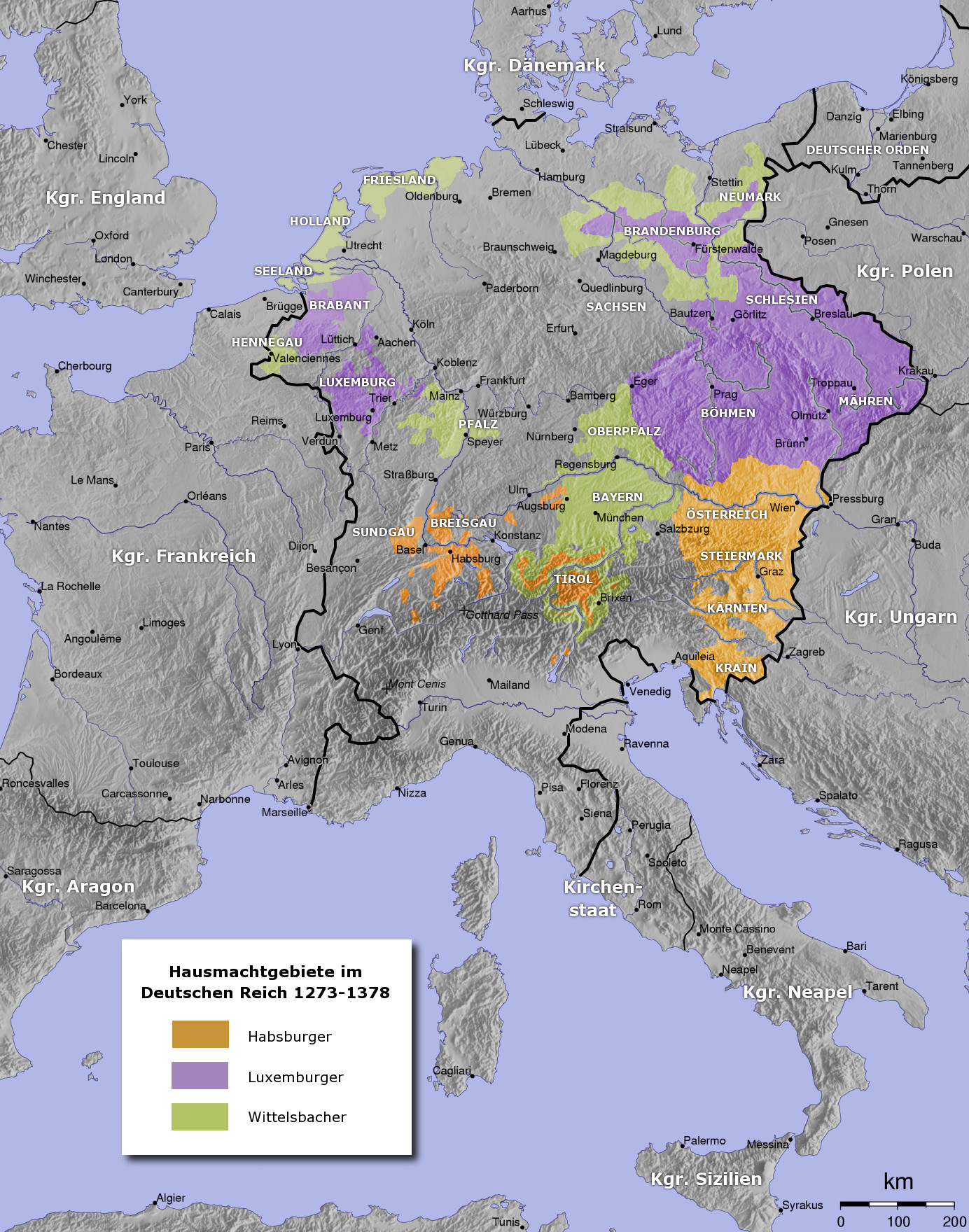
14世纪的神圣罗马帝国版图。哈布斯堡王朝（橙）、卢森堡王朝（紫）和维特尔斯巴赫王朝（绿）。

鲁道夫将他的女儿朱迪思嫁给了普热米斯尔·奥托卡二世的儿子瓦茨拉夫二世。瓦茨拉夫二世在父亲去世后继承了波希米亚王国。1282年，在奥格斯堡举办的帝国议会上，鲁道夫一世与选帝侯们达成了一项协议，将他的两个儿子阿尔布雷希特一世和鲁道夫二世列为奥地利的神圣罗马帝国诸侯。一年以后签订的莱茵费尔登条约确定了奥地利的长子继承制。鲁道夫的后裔持续统治奥地利和施蒂利亚长达数个世纪，直到1918年奥匈帝国解散。
哈布斯堡王朝在14世纪和15世纪进一步向东方扩张：克恩頓公國和卡尼奥拉马克，最早是戈里齐亚家族的领地，受在1335年划归哈布斯堡王朝统治；蒂罗尔伯国在1363年被女伯爵玛格丽特割让给奥地利公爵鲁道夫四世。这些领土，加上奥地利和施蒂利亚，组成了著名的哈布斯堡核心领地，有时这些领地也会统称为奥地利。鲁道夫四世兴建了维也纳的霍夫堡皇宫，并于1358年（一说1359年）通过伪造帝国大特权，将奥地利公爵提升为奥地利大公。
接下来的两个世纪，奥地利陷入了动荡。哈布斯堡王朝的宗教裁判所对瓦勒度派进行了迫害，特别是伯多祿·茨威克尔神父的一系列举措。14世纪末，鲁道夫四世逝世后，他的两个弟弟阿尔布雷希特三世和利奥波德三世均分了奥地利。1379年签订的诺伊贝格条约确定阿尔布雷希特获得了奥地利本部，而利奥波德三世获得了剩余的领土。1402，利奥波德支系再次分裂，哈布斯堡的恩斯特继承了内奥地利（即施蒂里亚公国、卡林西亚和卡尼奥拉），而腓特烈四世继承了蒂罗尔和前奥地利。这几次均分急剧削弱了哈布斯堡王朝的实力，他们的对手盧森堡王朝和维特尔斯巴赫王朝为此受益良多。
哈布斯堡的阿尔布雷希特支系于1438年再次登上神圣罗马皇帝的宝座：阿尔布雷希特二世被选为罗马人的国王，并继承了继承他岳父，卢森堡王朝的西吉斯蒙德的皇位。尽管阿尔布雷希特仅仅统治了一年，神圣罗马帝国的皇冠还是由他利奥波德支系的堂弟，恩斯特的儿子腓特烈三世继承。腓特烈三世在阿尔布雷希特支系（1457年）和老蒂罗尔支系（1490年）分别绝嗣后，重新统一了哈布斯堡的奥地利领地。1452年，腓特烈三世加冕为神圣罗马皇帝，并在一年后正式将奥地利提升为大公国。当时的奥地利大公仍是阿尔布雷希特支系的拉斯洛一世，后者在1457年病逝，大公头衔重归腓特烈三世。由此，所有哈布斯堡王朝的统治者都保留了奥地利大公的头衔。而从1438年到1806年的近400年间，只有两任神圣罗马皇帝不是出自哈布斯堡王朝。

## 参看
- 奥地利历史
- 奥地利统治者列表
- 小特权
- 大特权
- 巴本堡家族
- 哈布斯堡家族